# Rhampsinitus ephippiatus
Rhampsinitus ephippiatus is een hooiwagen uit de familie echte hooiwagens (Phalangiidae).